# Carnisserbuurt
De Carnisserbuurt ofwel Carnisse is de centrale wijk van het Rotterdamse stadsdeel Charlois. Het is een woonwijk, met veel portiekwoningen uit de jaren 40 en 50. Aan de oostkant van de wijk ligt metrostation en winkelcentrum Zuidplein, aan de westkant de Maastunnel en in het zuiden het Zuiderpark.
Carnisse is ook de naam van een voormalige buurtschap die wordt omgeven door de Vinex-locatie Carnisselande.

## Zie ook

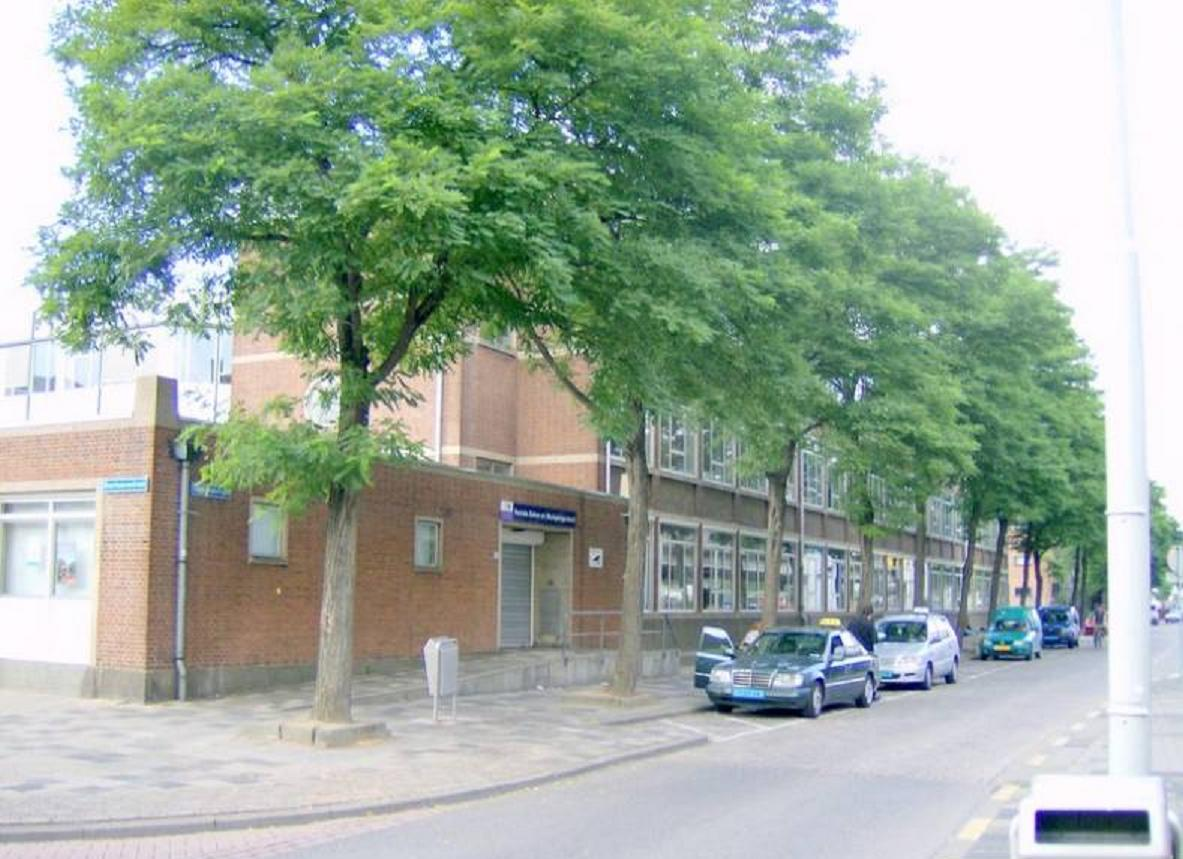
Gemeentelijke Sociale Dienst en Deelgemeente Charlois voorheen GGD.
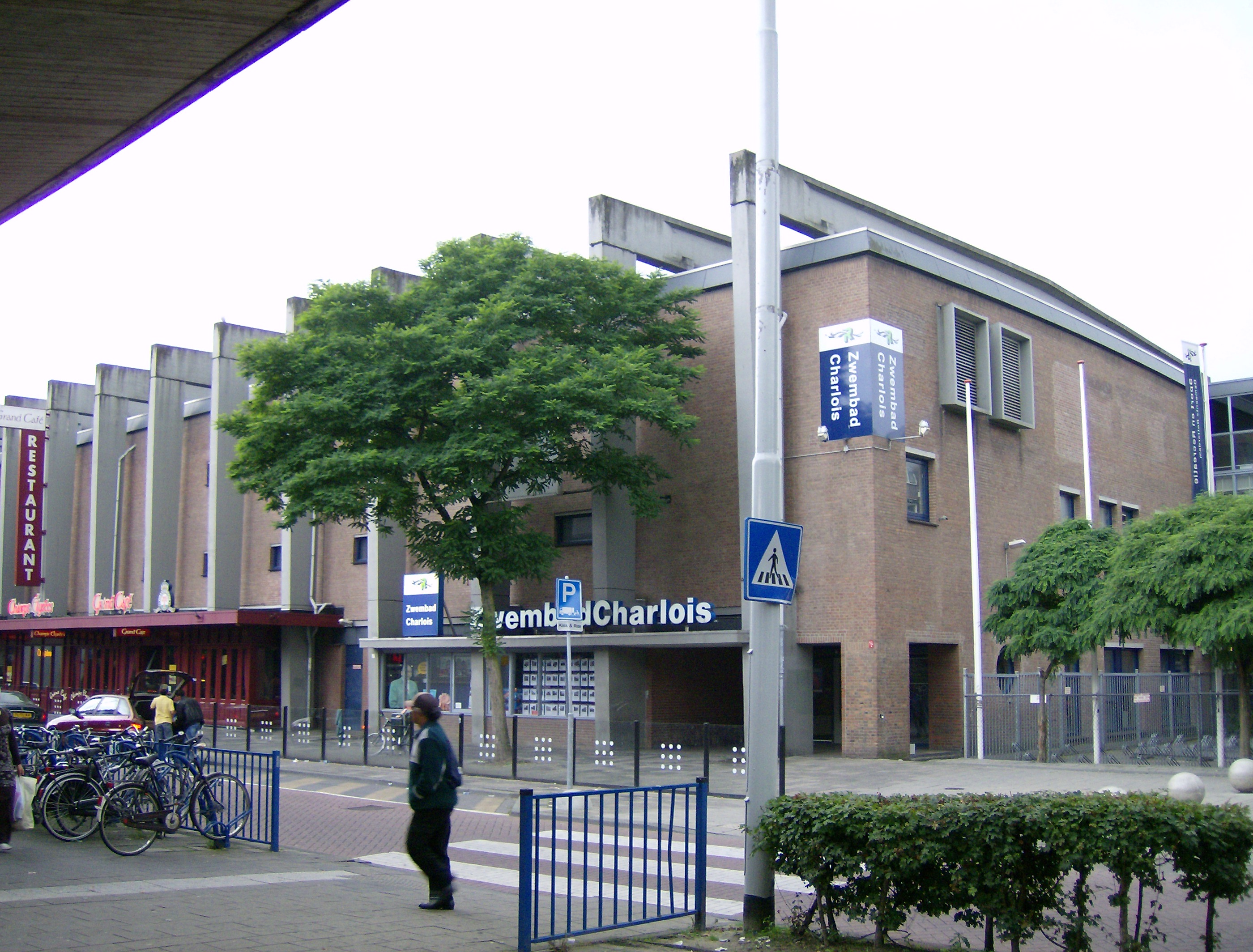
Zwembad Charlois voorheen Sportfondsenbad Zuid.
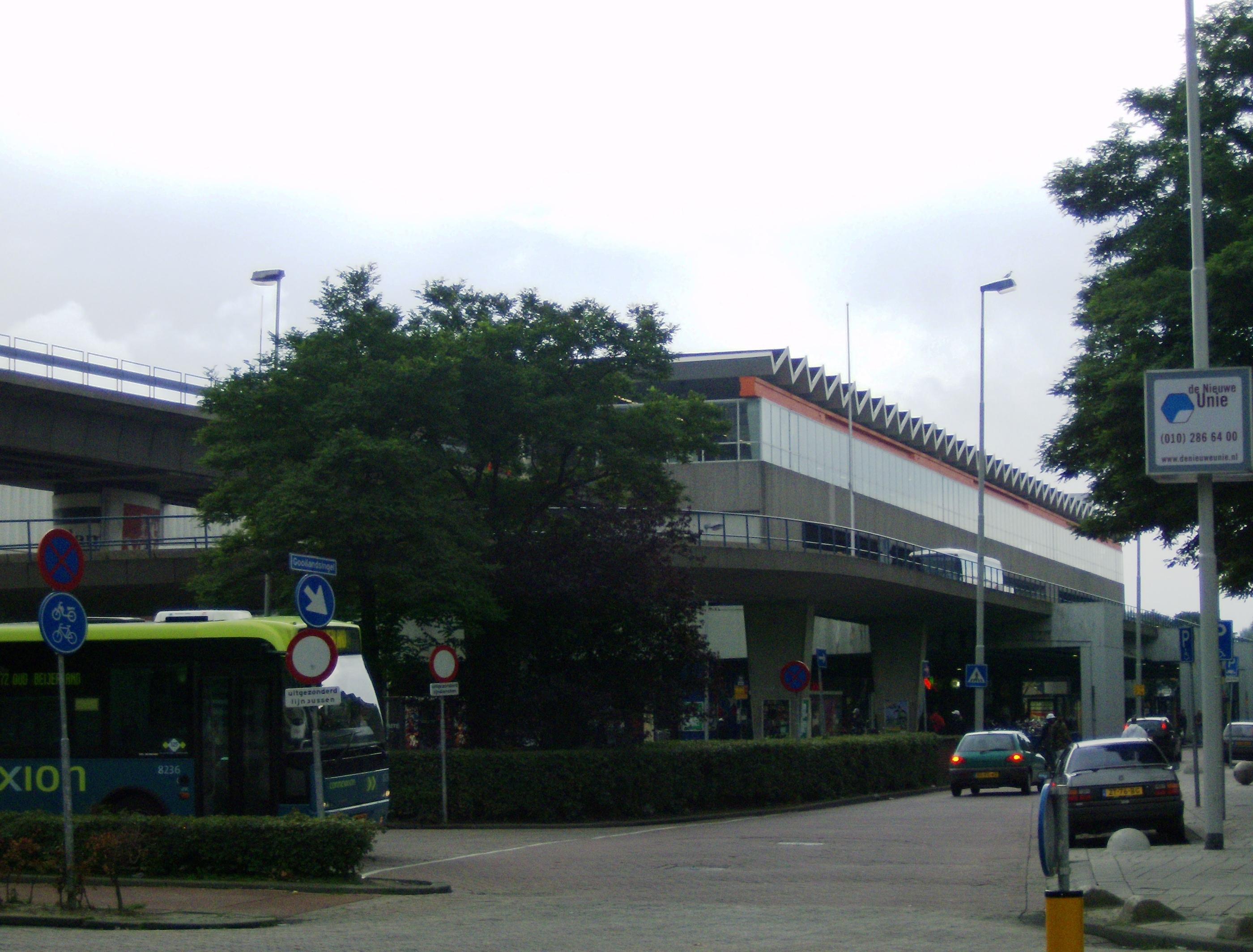
Metro-en Busstation Zuidplein.